# Isola di Saya
Saya era un'isola leggendaria localizzata nell'oceano Atlantico occidentale, che sarebbe stata situata vicino alla più conosciuta Antilia.

## Storia
La sua leggenda è legata strettamente alla fantomatica Antilia, sede di sette città abitate da cristiani fuggiti dalla penisola iberica dopo l'invasione iniziata nel 711 da parte degli Arabi.

## Geografia e cartografia

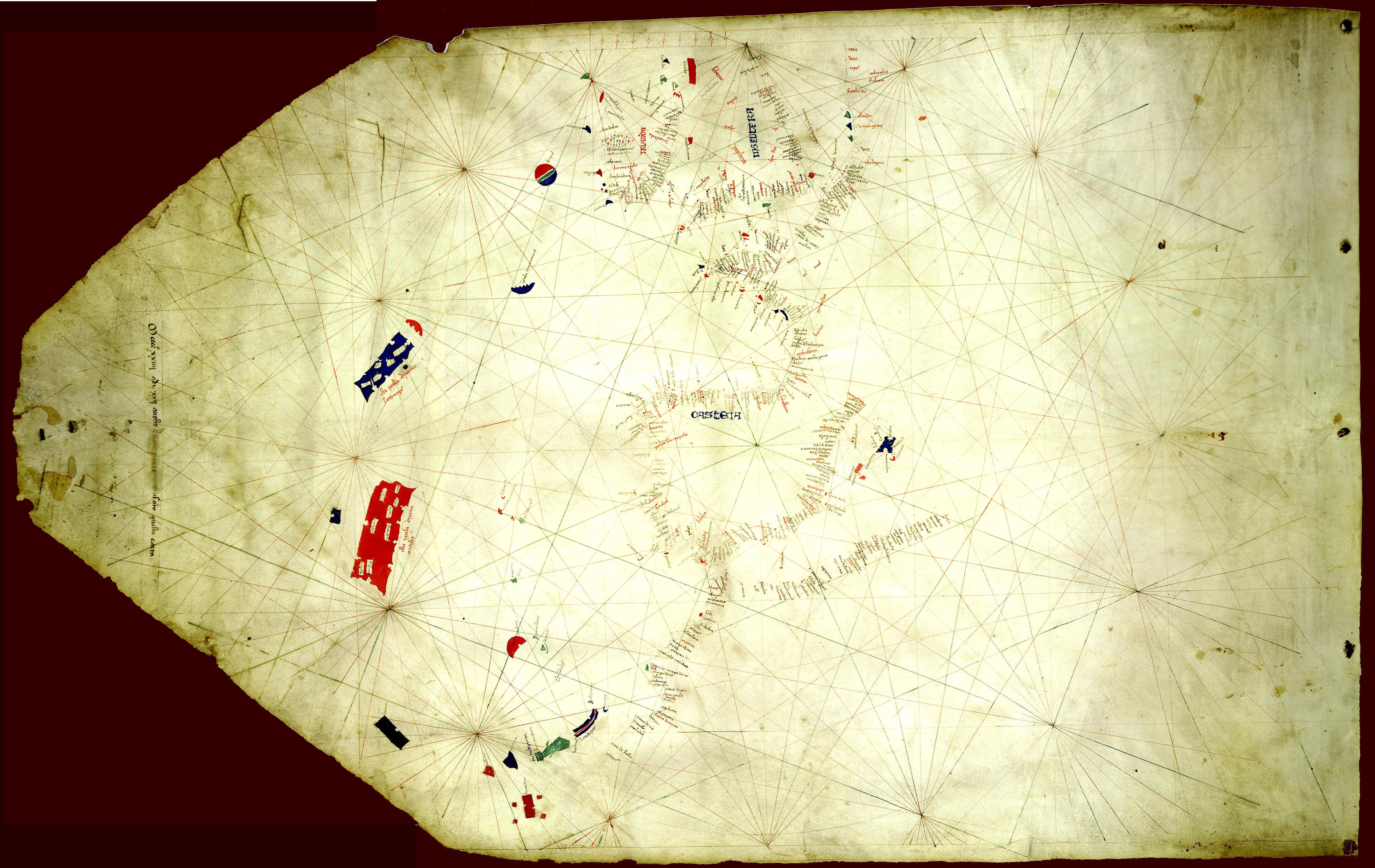
Carta di Pizzigano, 1424.

L'isola, situata nei pressi delle Azzorre, appare sulle carte a nord della più grande Saluaga, separata da un piccolo stretto. A forma di mezzaluna, sulla mappa di Pizzigano sono presenti tre baie.
L'isola appare per la prima volta nel 1424 in una carta nautica di Pizzigano e nel 1435 nella carta di Battista Becario.